# Sendang (Purwantoro)
Sendang is een bestuurslaag in het regentschap Wonogiri van de provincie Midden-Java, Indonesië. Sendang telt 2341 inwoners (volkstelling 2010).